# André Ledoux
André Joseph Ledoux (Marche-en-Famenne, 19 september 1907 - Brussel, 10 januari 1963) was een Belgisch senator en burgemeester.

## Levensloop
Ledoux werd apotheker na studies aan de Universiteit van Luik. Hij werd de eerste voorzitter van de Internationale Federatie van katholieke apothekers.
Hij werd in 1952 gemeenteraadslid van Marche en was er burgemeester van 1953 tot aan zijn dood. 
In 1961 werd hij PSC-senator voor het arrondissement Aarlen en vervulde dit mandaat tot aan zijn dood.